# Mitesa
Mitesa ist ein Verwaltungsbezirk (englisch Ward) des Distrikts Masasi in der tansanischen Region Mtwara.

## Geografie
Mitesa liegt im Südosten von Tansania etwa 40 Kilometer Luftlinie südöstlich der Distrikthauptstadt Masasi. Der Bezirk grenzt im Norden an Lulindi, im Osten an Mnekachi, im Süden an Mchauru und im Westen an Namalenga. Bei der Volkszählung 2022 lebten 3085 Menschen in 998 Haushalten auf einer Fläche von 49 Quadratkilometern.

## Gliederung
Der Bezirk besteht aus fünf Gemeinden (Mtaa) mit 26 Orten (Kitongoji):
| Msanga - Katundu - Umoja - Chikundi - Tukaewote - Juhudi - Mapinduzi | Mitesa - Tandika - Magomeni - Mzalendo - Amkeni - Mkwajuni | Msokosela - Minazini - Majengo - Miembeni - Migombani - Mchangani | Maendeleo - Mapinduzi - Makazi Mapya - Chimbuko - Kokeni - Shangani | Mburusa - Michungwani - Mkwajuni - Ghalani - Kazamoyo - Kivukoni |

## Infrastruktur
- Bildung: Im Bezirk gibt es keine weiterführende Schule.[7]
- Verkehr: Im Jahr 2024 wurden die Straßen von Mitesa nach Mnivata und von Mitesa nach Masasi zur Asphaltierung ausgeschrieben.[8]